# ブルジョワ パリ
ブルジョワは、1863年にパリで生まれたジョゼフ＝アルベール・ボンサン発の化粧品ブランド名である。
アメリカ、ヨーロッパ、ロシア、日本を始め、およそ140年経った今でも人気のブランドである。

## 概要
ブルジョワは創立時、舞台用メイクアップ製品を製造していたが、1879年、一般の女性向けの製造・開発を開始し、フランスの女性達の間で大ブームとなった。
1925年にはフレグランスの製造も開始し、1928年に発表したSoir de Paris(フランス語で「パリの夜」)は世界中で爆発的なヒットを遂げた。
1950年代からは、再び化粧品をターゲットに移し、次々と新しい商品を開発した。2007年には、マリ・クレール ボーテ大賞 フランス賞を受賞し、注目を浴びた。

## ブルジョワ独自の焼き上げる製法
ブルジョワがチーク(Blush pastel joues,ブラッシュパステル ジュ)を発売開始したのが1910年のことだが、オーブンを使用した現在の製法が行われ始めたのは1970年代からである。色展開が豊富なことで知られている。また、チークと同じドーム型のアイシャドウ(Ombre a paupieres,オンブルポピエール)も、同じ「焼き上げる製法」によって製造されている。

## ブルジョワブランド
2006年に、ブルジョワの商品をミニサイズ化した「ミニ ブルジョワ」が誕生した。「ミニkawaii」をコンセプトに、マニキュア、リップグロス、アイシャドウ等の商品を発表した。